# HD 102195 b
HD 102195 b (بالإنجليزية: HD 102195 b)‏ الذي يرمز له بالرمز HD 102195b، هو كوكب خارج المجموعة الشمسية، في كوكبة العذراء، يتبع HD 102195 ‏.

## الاكتشاف
اكتشف في 12 يناير 2006.